# Arrondissement di Ambert
L'arrondissement di Ambert è una suddivisione amministrativa francese, situata nel dipartimento del Puy-de-Dôme e nella regione dell'Alvernia-Rodano-Alpi.

## Composizione
L'arrondissement di Ambert raggruppa 55 comuni in 8 cantoni:
- cantone di Ambert
- cantone di Arlanc
- cantone di Cunlhat
- cantone di Olliergues
- cantone di Saint-Amant-Roche-Savine
- cantone di Saint-Anthème
- cantone di Saint-Germain-l'Herm
- cantone di Viverols.